# Hosejn Salami
Hosejn Salami (ur. 1960 w Golpajegan, zm. 13 czerwca 2025 w Teheranie) – irański generał major, w latach 2019–2025 dowódca Korpusu Strażników Rewolucji Islamskiej.

## Życiorys
Służbę w Korpusie Strażników Rewolucji Islamskiej rozpoczął podczas wojny iracko-irańskiej. Walczył w 14 dywizji „Imam Husajn”, a następnie w 25 dywizji „Karbala”. Ostatecznie awansował na stanowiska dowódcy obydwu tych jednostek. Ukończył studia ze specjalizacją inżynier mechanik.
W latach 1992–1997 kierował Uniwersytetem Dowodzenia i Sztabu Korpusu Strażników Rewolucji Islamskiej, następnie od 1997 do 2005 był zastępcą dowódcy operacji w połączonym sztabie Korpusu. W latach 2005–2009 był natomiast dowódcą sił powietrznych Korpusu. W latach 2010–2019 był zastępcą dowódcy naczelnego Korpusu.
21 kwietnia 2019 Najwyższy Przywódca Iranu Ali Chamenei mianował go naczelnym dowódcą Korpusu Strażników Rewolucji Islamskiej. Otrzymał wówczas awans na stopień generała-majora.
Jego brat Mostafa Salami był szefem sztabu irańskiej armii.
Zginął 13 czerwca 2025 w ataku izraelskiego lotnictwa pod kryptonimem Operacja Powstający Lew.